# مروان كنفاني
مروان محمد فايز عبد الرازق كنفاني (وُلد في 24 مايو 1938 في يافا) سياسي وبرلماني فلسطيني، كان عضوًا في المجلس التشريعي الفلسطيني الأول بين عامي 1996 و2005، بعدما ترشح في الانتخابات العامة الفلسطينية عام 1996 بصفة مستقل في دائرة محافظة غزة وحصل على 23,082 صوتًا.